# Superstitious
Superstitious – singel zespołu Europe, wydany w 1988 roku. Pierwszy singel grupy promujący album Out of This World. Zajął 31 miejsce na liście Billboard Hot 100, dziewiąte na liście Mainstream Rock Tracks i 34 na liście UK Singles Chart.
Teledysk do piosenki był kręcony w zamku w Long Island.

## Skład zespołu
- Joey Tempest − wokal
- Kee Marcello − gitary, wokal wspierający
- John Levén − gitara basowa
- Mic Michaeli − instrumenty klawiszowe, wokal wspierający
- Ian Haugland − perkusja, wokal wspierający

## Pozycje na listach przebojów
| Rok  | Kraj            | Lista                                   | Msc. | Źródło |
| ---- | --------------- | --------------------------------------- | ---- | ------ |
| 1988 | Szwecja         | Sverigetopplistan                       | 1    | [ 1 ]  |
| 1988 | Norwegia        | VG-lista                                | 1    | [ 2 ]  |
| 1988 | USA             | Mainstream Rock Tracks                  | 9    | [ 3 ]  |
| 1988 | Szwajcaria      | Schweizer Hitparade                     | 9    | [ 4 ]  |
| 1988 | Holandia        | Nederlandse Top 40                      | 10   | [ 5 ]  |
| 1988 | Włochy          | Federazione Industria Musicale Italiana | 10   | [ 6 ]  |
| 1988 | Niemcy          | Media Control Charts                    | 21   | [ 7 ]  |
| 1988 | Irlandia        | Irish Singles Chart                     | 24   | [ 8 ]  |
| 1988 | USA             | Billboard Hot 100                       | 31   | [ 3 ]  |
| 1988 | Francja         | SNEP                                    | 33   | [ 9 ]  |
| 1988 | Wielka Brytania | UK Singles Chart                        | 34   | [ 10 ] |
| 1988 | Kanada          | Canadian Singles Chart                  | 35   | [ 11 ] |
| 1988 | Australia       | ARIA Charts                             | 45   | [ 12 ] |